# Internationaal Veldritcriterium
Het Internationaal Veldritcriterium (Critérium International de Cyclo-cross) was een veldritwedstrijd te Parijs die in 1924, als Le Critérium International de Cross-Country Cyclo-Pédestre, voor het eerst plaatsvond.
Als eerste internationale veldritwedstrijd wordt hij tot op heden als officieus wereldkampioenschap beschouwd, totdat in 1950 het eerste echte Wereldkampioenschap veldrijden werd verreden. Robert Oubron won de koers in totaal vier keer en is daarmee recordhouder.

## Geschiedenis
Hoewel al in het begin van de twintigste eeuw in veel Europese landen nationale kampioenschappen veldrijden werden gehouden, bleef een echt wereldkampioenschap lange tijd uit. In 1924 werd de eerste editie van het "Critérium International de cross cyclo-pédestre" georganiseerd door de krant l'Auto samen met de Union Vélocipédique de France, de voorloper van de huidige Franse wielerbond (Fédération française de cyclisme). 
Het betrof een parkoers van 20,2 kilometer lang, dat eenmaal moest worden afgelegd. De startplaats was Suresnes en in het parcours was de beklimming van de Mont Valérien opgenomen. Het meest gevreesde obstakel was de Trou du diable (Duivelsopening), die bestond uit achtereenvolgens een duizelingwekkende afdaling, waarbij het bijna ondoenlijk was in het zadel te blijven, en een spectaculaire beklimming, die met de fiets op de schouder moest worden afgelegd. De plaats van aankomst was niet precies gelijk aan de plaats van vertrek. 
De eerste naoorlogse wedstrijd van 1947 werd eenmalig in Luxemburg gehouden. De laatste twee edities van het Critérium International (1948 en 1949) vonden opnieuw plaats in de buurt van Parijs, in het Bois de Vincennes. In 1950 werd het eerste wereldkampioenschap veldrijden op hetzelfde parkoers georganiseerd en nam vanaf toen officieel de hoogste rangorde in het veldrijden in.

## Overwinningen per land
| # | Land      | Overwinningen |
| - | --------- | ------------- |
| 1 | Frankrijk | 15            |
| 2 | België    | 4             |
| 3 | Luxemburg | 1             |